# Hermine (meuble héraldique)
Pour les articles homonymes, voir Hermine (homonymie).
Ne doit pas être confondu avec Hermine (héraldique).
Le meuble hermine, représentant l'animal, est assez rare en héraldique contrairement à sa fourrure stylisée qui est beaucoup plus courante.

Blason de la ville de Vannes : de gueules à l'hermine passante d'argent, colletée et bouclée d'argent, cravatée d'hermine doublée d'or.
Blason de la ville de Saint-Malo : de gueules à la herse d’or mouvant de la pointe, sommé d’une hermine passante d’argent bouclée d’or et cravatée d’hermine.
Blason de la ville d'Auray : de gueules à une hermine passante au naturel et son écharpe flottante d’hermine, au chef cousu d’azur chargé de trois fleurs de lis d’or.
Blason de la ville de Trebeurden : de gueules à une hermine passante d'argent, accolée d'une écharpe d'hermine flottante et accompagnée de sept coquilles d'or, 4 en chef et 3 en pointe.